# Кулигин, Александр Васильевич
Алекса́ндр Васи́льевич Кули́гин (род. 5 февраля 1991, Дзержинск, Нижегородская область) — российский парафутболист, полузащитник. Чемпион Паралимпийских игр 2012 по футболу 7×7, чемпион мира, заслуженный мастер спорта России.
Участник Эстафеты Паралимпийского огня «Сочи 2014» в Нижнем Новгороде. В 2022—2023 годах занимал должность главного тренера ФК «Волна» Гороховец. В настоящее время занимает должность тренера футбольного клуба «Патриот-НН», и сборной Нижегородской области по футболу лиц с ЦП.

## Награды
- Орден Дружбы (10 сентября 2012) — за большой вклад в развитие физической культуры и спорта, высокие спортивные достижения на XIV Паралимпийских летних играх 2012 года в городе Лондоне (Великобритания)[2].
- Заслуженный мастер спорта России (2012).